# Wash Westmoreland
Wash West (volledige naam: Paul "Wash" Westmoreland) (Leeds, 4 maart 1966) is een Brits filmregisseur, scenarioschrijver en filmproducent.

## Biografie
Wash Westmoreland werd geboren in 1966 in Leeds als Paul Westmoreland. Hij werd Paul genoemd naar Paul McCartney van The Beatles⁣, maar kreeg al snel als kind de bijnaam "Wash". Hij volgde studies politieke wetenschappen en Oost-Aziatische studies aan de universiteit van Newcastle-upon-Tyne en de universiteit van Fukuoka, Japan waar hij in 1990 afstudeerde. In 1992 emigreerde hij naar Amerika waar hij eerst in New York woonde en vervolgens in New Orleans en Los Angeles in 1995.
Westmoreland begon zijn carrière als camera-assistent in de film Hustler White in 1996. Vervolgens begon hij te werken in de pornofilmindustrie waar hij in 1997 met de film Naked Highway de Adult Erotic Gay Video Award en in 1998 de AVN-Award won. Hij bleef pornofilms producer en regisseren, zowel onder de naam Wash West als onder het pseudoniem Bud Light. In 1998 ging hij zich ook op het gewone filmindustrie richten met een optreden als acteur in Velvet Goldmine. In 2001 regisseerde hij samen met Richard Glatzer zijn eerste film The Fluffer. Hun samenwerking resulteerde in nog verschillende speelfilms, Quinceañera (2006), Pedro (2008), The Last of Robin Hood (2013) en Still Alice (2014). Westmoreland was getrouwd met Richard Glatzer tot die in maart 2015 overleed aan de gevolgen van ALS.

## Filmografie
- Hustler White (1996, acteur, camera-assistant)
- Velvet Goldmine (1998, acteur)
- The Fluffer (2001, scenario, regie)
- Totally Gay (2003, regie)
- Gay Republicans (2004, scenario, regie)
- Quinceañera (2006, scenario, regie)
- Pedro (2008, producent)
- America's Next Top Model (televisie, 2012, regie)
- The Last of Robin Hood (2013, scenario, regie)
- Still Alice (2014, regie)
- Colette (2018, regie, scenario)

### Pornofilms
- Squishy Does Porno (1995, scenario, regie)
- Taking the Plunge! (1996, scenario, regie)
- Dr Jerkoff and Mr Hard (1996, scenario, regie)
- Toolbox (1998, scenario, regie)
- Naked Highway (1997, scenario, regie)
- Technical Ecstasy (1999, scenario, regie)
- Animus writer, director, videographer
- Seven Deadly Sins: Gluttony ofwel The Porno Picture of Dorian Gray (2001, scenario, regie)
- Rubber is Natural (kortfilm, 2002, regie)
- The Hole (2003, scenario, regie)

### Als Bud Light
- Red Hot and Safe (1998, producent)
- Lost Exit (1999, videographer)
- Florida Erection (2000, producent)
- The Devil is a Bottom (2000, producent)
- Brothers in Arms (2000, producent)
- Porn Academy (2000, producent)
- Jet Set Direct: Take One (2004, producent één scene)
- Jet Set Direct: Take Two (2005, producent één scene)

## Prijzen & nominaties
Glatzer won 26 filmprijzen en kreeg 2 nominaties, de belangrijkste:
| jaar | prijs                     | categorie             | genomineerde(n)                                         | uitslag  |
| ---- | ------------------------- | --------------------- | ------------------------------------------------------- | -------- |
| 2007 | Independent Spirit Awards | John Cassavetes Award | Quinceañera (samen met Richard Glatzer & Anne Clements) | Gewonnen |
| 2006 | Sundance Film Festival    | Grand Jury Prize      | Quinceañera (samen met Richard Glatzer)                 | Gewonnen |
| 2006 | Sundance Film Festival    | Audience Award        | Quinceañera (samen met Richard Glatzer)                 | Gewonnen |
| 2004 | AFI Fest                  | Best Documentary      | Gay Republicans                                         | Gewonnen |